# Miejskie Przedsiębiorstwo Komunikacyjne w Poznaniu
Miejskie Przedsiębiorstwo Komunikacyjne w Poznaniu Sp. z o.o. (MPK Poznań Sp. z o.o.) – spółka powstała 28 czerwca 2000 roku w wyniku przekształcenia zakładu budżetowego o nazwie „Miejskie Przedsiębiorstwo Komunikacyjne w Poznaniu”. Jej tradycje sięgają roku 1880, kiedy w Poznaniu powstał pierwszy tramwaj konny. Jest jednoosobową spółką miasta Poznania (jedyny właściciel i 100% udziałowiec).

## Historia

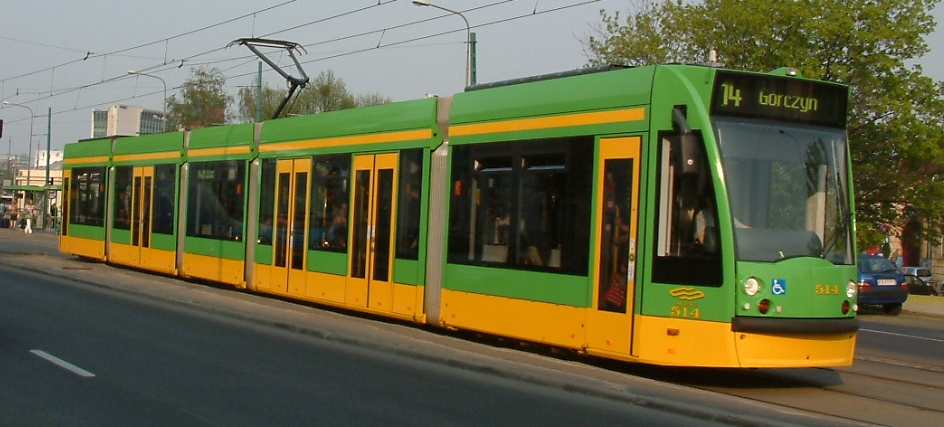
Siemens Combino na ulicy Głogowskiej (2006)

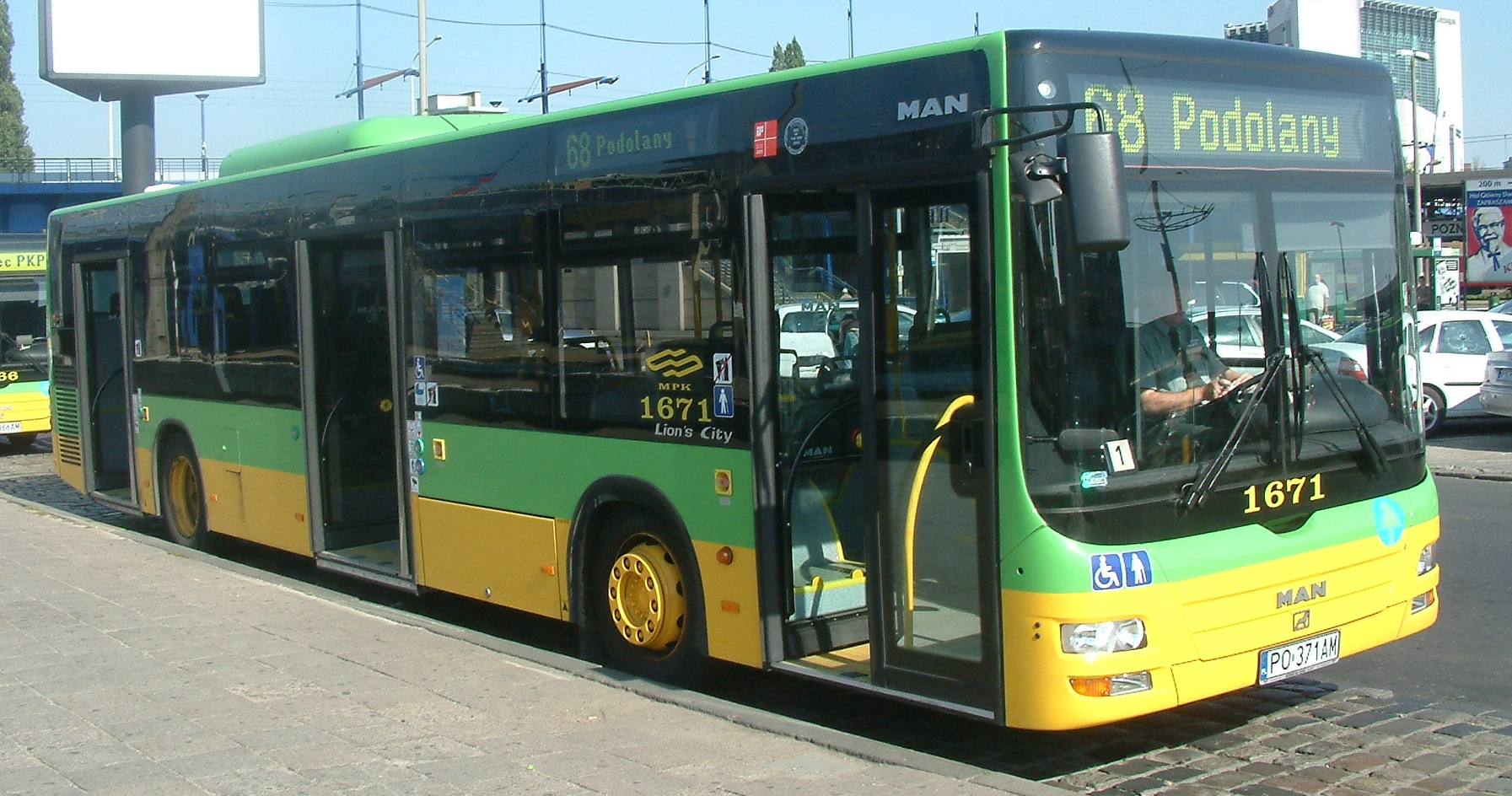
MAN NL263 Lion’s City przy Dworcu Głównym (2006)

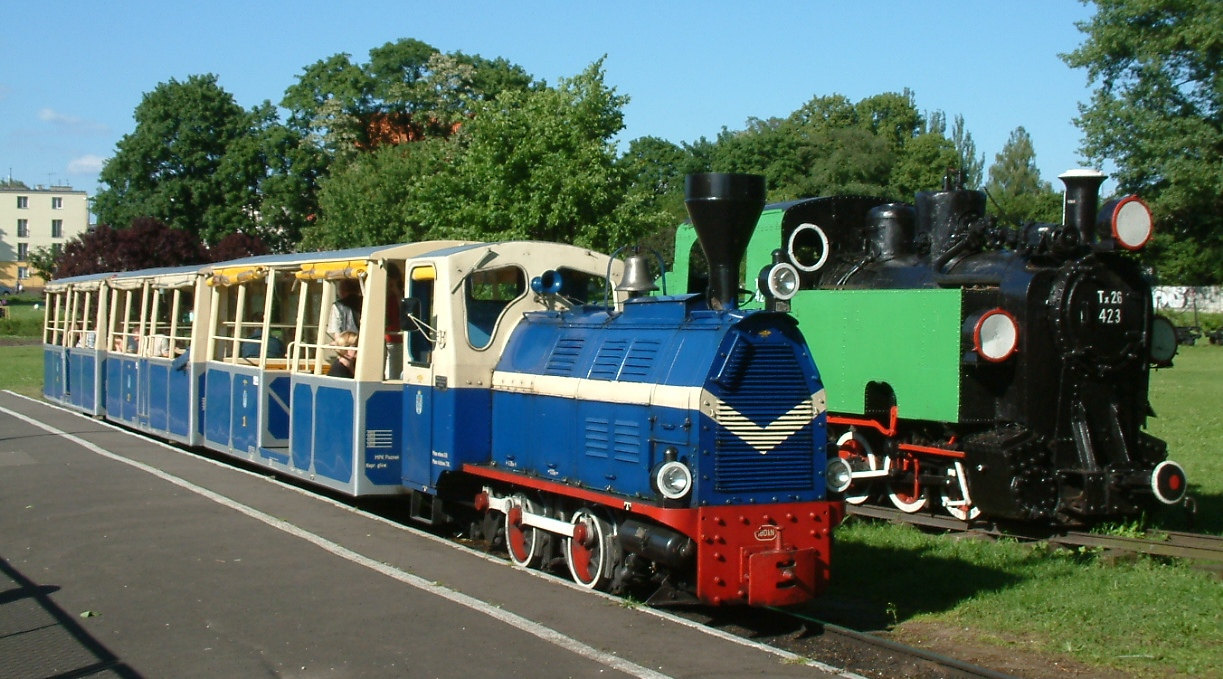
Maltanka, skład ciągnięty przez lokomotywę Wls40

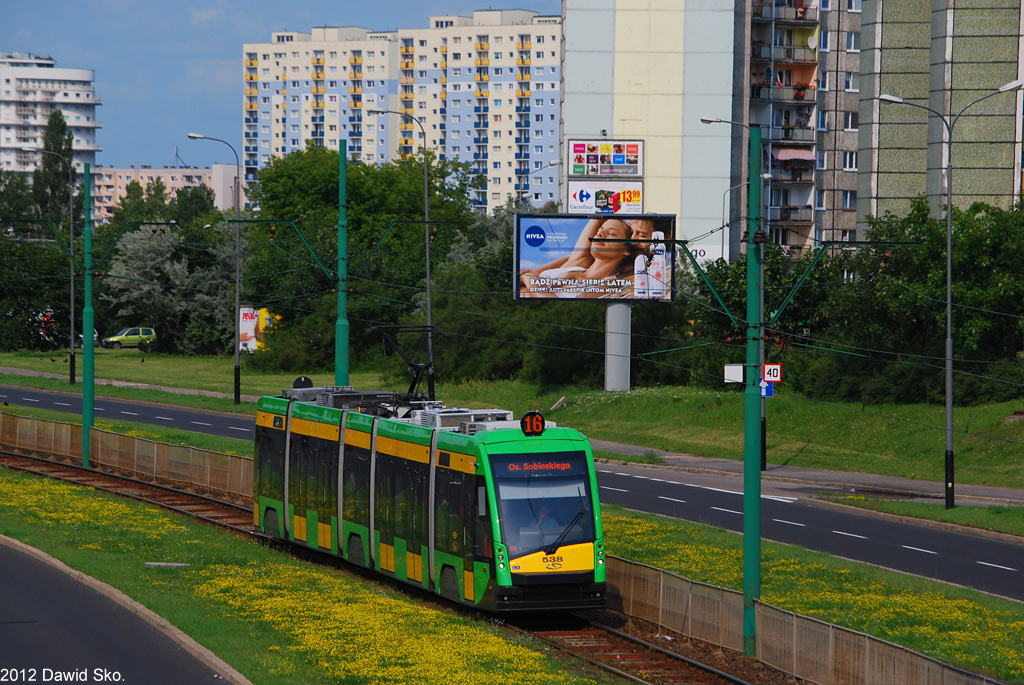
Solaris Tramino #538 na ulicy Żegrze

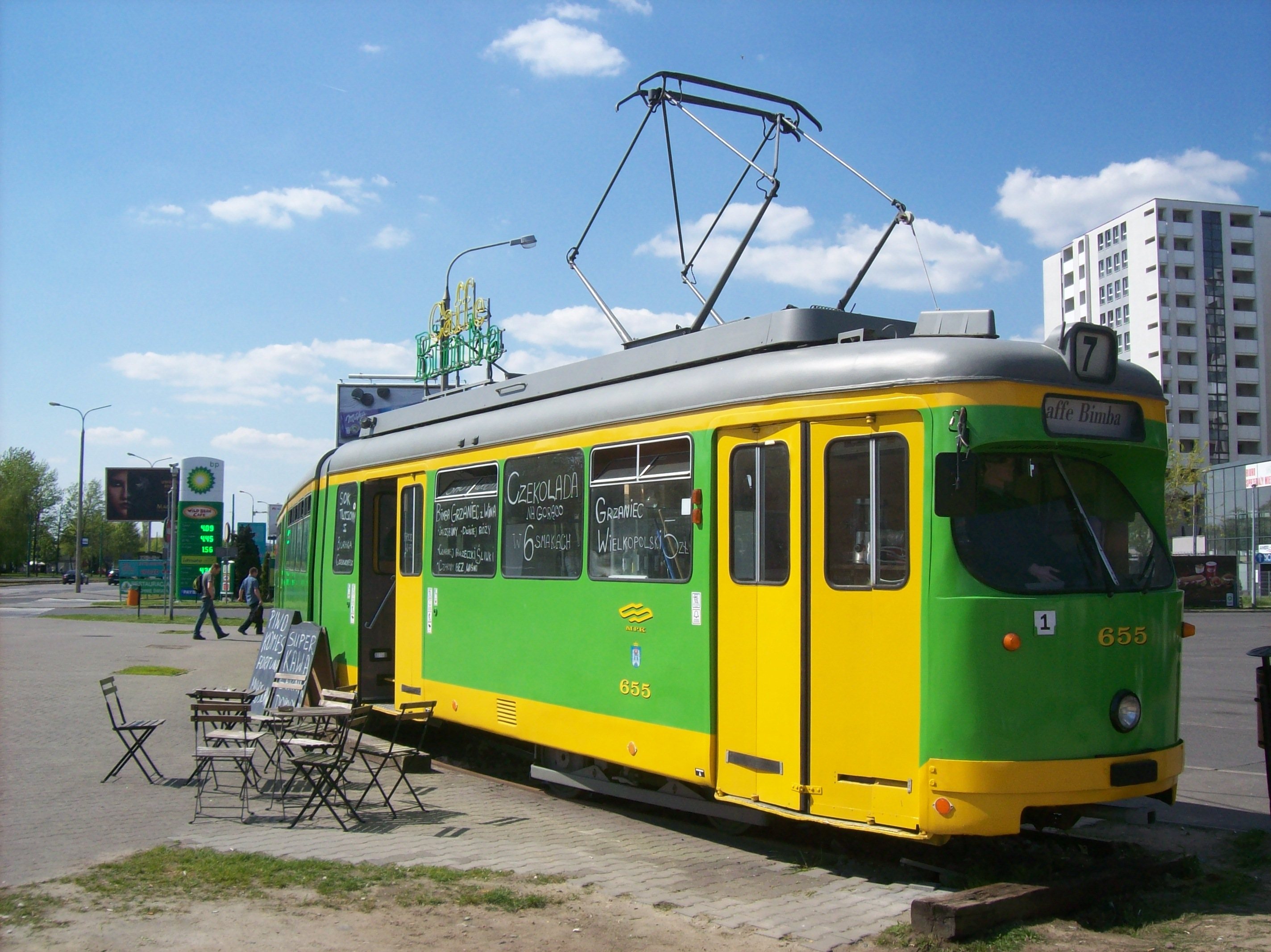
Kafeteria Caffe Bimba w tramwaju przy Dworcu Rataje (2016)

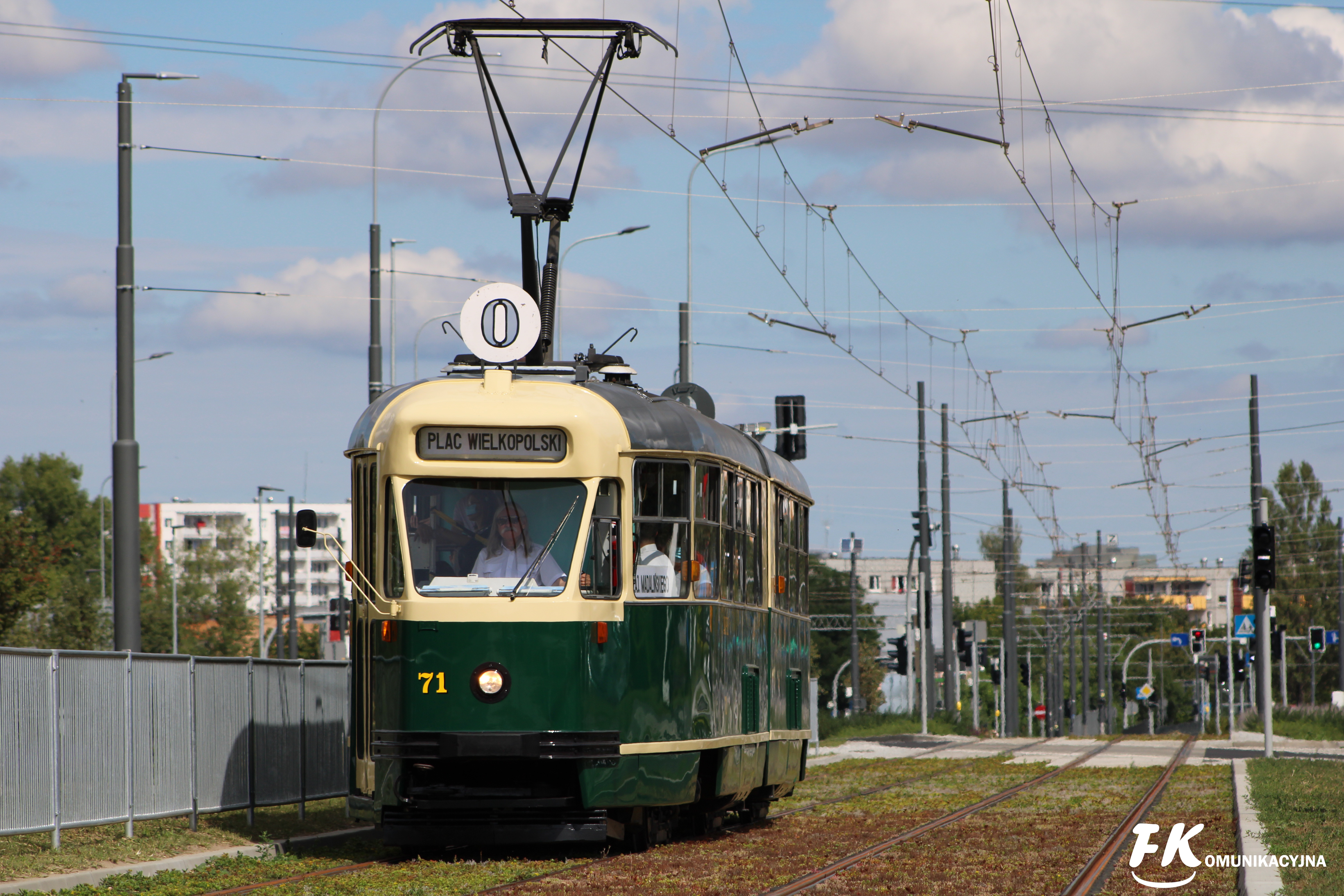
Konstal 102Na #71 na ulicy Unii Lubelskiej (2020)

### Początki
Historia poznańskiej komunikacji miejskiej rozpoczyna się 30 lipca 1880 roku, gdy uroczyście otwarto linię tramwaju konnego łączącego dworzec kolejowy na ówczesnym przedmieściu Jeżyce ze Starym Rynkiem. Trasa ta w krótkim czasie została wydłużona przez Chwaliszewo na Ostrów Tumski. Jeszcze w tym samym roku linię przejęło Poznańskie Towarzystwo Kolei Konnej (Posener Pferde-Eisenbahn-Gesellschaft), które uzyskało monopol na rozbudowę i eksploatację miejskiej sieci tramwajowej.
Kolejnym środkiem transportu publicznego stała się uruchomiona w 1891 roku linia omnibusu. Te konne pojazdy przewoziły pasażerów na trasie z obecnego dworca kolejowego, znajdującego się wówczas na przedmieściu, a w sezonie letnim do podpoznańskich osad wypoczynkowych.
W dniu 6 marca 1898 roku tramwaj konny zastąpiono tramwajem elektrycznym. Jeszcze przed wybuchem I wojny światowej sieć uległa znacznej rozbudowie, zarówno w śródmieściu, jak i na peryferiach miasta, docierając do Łazarza i Górczyna, Wildy, Sołacza oraz ul. Garbary, a od 1911 roku także na prawy brzeg Warty.

### XX wiek
W dwudziestoleciu międzywojennym tramwaj docierał do kolejnych, nowych dzielnic miasta, takich jak Ogrody, Dębiec, Grunwald oraz Golęcin i Winiary. Z drugiej strony likwidowano trasy w wąskich uliczkach najstarszej części Poznania.
W listopadzie 1925 roku wprowadzono w mieście komunikację autobusową na trasach, gdzie mała liczba pasażerów sprawiała, że budowa tramwaju byłaby nieuzasadniona ekonomicznie.
Z podobnych przyczyn powstała w 1930 roku pierwsza w kraju i jedyna aż do 1939 roku linia trolejbusowa łącząca Śródkę z ul. Wiejską na Głównej.
W okresie okupacji niemieckiej pojawił się w Poznaniu w 1943 roku tramwaj wodny, a w 1944 roku autobusy napędzane gazem, a co za tym idzie niezużywające benzyny koniecznej do prowadzenia przez Niemcy wojny, produkowane przez firmę Büssing.
Podczas bitwy o Poznań większość majątku poznańskiego przewoźnika uległo zniszczeniu. W związku z tym autobusy powróciły na ulice w 1946 roku, trolejbusy i tramwaje, i to jedynie na lewym brzegu, w 1947 roku.
W kolejnych latach zmieniał się też stopniowo układ sieci tramwajowej w mieście. Na prawy brzeg tabor szynowy powrócił w 1952 roku, a aż do 1985 roku budowano stopniowo linie omijające starówkę, a z czasem i centrum miasta, a także wydłużano linie do bardziej oddalonych miejsc.
W latach PRL, począwszy od 1956 roku, MPK zarządzało także komunikacją taksówkową. W roku 1960 rozpoczęto stopniową likwidację obsługi konduktorskiej w autobusach, tramwajach i trolejbusach.
2 czerwca 1962 roku w tramwaju linii 11 pojawił się pierwszy biletomat (również w Polsce) wyprodukowany przez Poznańską Fabrykę Wodomierzy i Gazomierzy "Powogaz". Do 1967 roku każdy wagon był wyposażony w automat biletowy. MPK zmieniło politykę biletową po 9 latach - usunięto wszystkie biletomaty do 1 lipca 1976 roku.
W latach 60. stopniowo likwidowano linie trolejbusowe, zastępujące je autobusami, aż do ostatecznej likwidacji tego środka transportu w mieście, co miało miejsce 29 marca 1970 roku. W tym samym czasie intensywnie rozwijano sieć połączeń autobusowych, które w latach 50. XX wieku dotarły do wszystkich peryferyjnych obszarów miasta, a pod koniec tej samej dekady zaczęły docierać do podpoznańskich miejscowości. Rozwój ten polegał także na wprowadzaniu coraz bardziej pojemnych pojazdów, włącznie z autobusami przegubowymi w 1966 roku. W 1980 roku otwarto Trasę Winiarską prowadzącą od Winiar do Piątkowa.
Kolejne poważne zmiany przyniosła transformacja gospodarcza. W 1993 roku gruntownie zmieniono układ tras tramwajowych i autobusowych oraz wprowadzono bilety czasowe (1 stycznia na liniach tramwajowych, zaś 2 czerwca na liniach autobusowych). Władze miasta uchwaliły generalny plan zagospodarowania przestrzennego, który zakłada, że podstawą komunikacji w mieście ma być tramwaj. Z tą decyzją wiąże się między innymi przyznawanie na skrzyżowaniach bezwzględnego pierwszeństwa tymże pojazdom.
W okresie pomiędzy 1996 a 1997 rokiem radykalnie odmłodzono tabor autobusowy, zakupując 122 nowoczesne niskopodłogowe autobusy marek MAN i Neoplan.
Kolejną poważną zmianą w komunikacji miejskiej, zwłaszcza dla Piątkowa i Winograd, stało się otwarcie planowanej od lat trasy Poznańskiego Szybkiego Tramwaju, który jest długim na 6,1 km odcinkiem bezkolizyjnego torowiska.
W 1998 roku powstał system nadzoru nad pojazdami w czasie rzeczywistym, który pozwala tak korygować czasy przejazdów, aby pojazdy jak najbardziej trzymały się rozkładu jazdy. Dla samego przedsiębiorstwa ważnym momentem stał się 2000 rok, gdy MPK Poznań stało się spółką prawa handlowego.

### XXI wiek
Począwszy od 2001 roku rozpoczęto także modernizację taboru tramwajowego, podpisując kontrakt na 14 niskopodłogowych tramwajów Siemens Combino.
Na początku XXI wieku zrewolucjonizowano także system opłat za przejazdy, uruchamiając w 2002 roku opłaty przez SMS, zaś w 2003 roku zastępując papierowe bilety okresowe kartą elektroniczną, znaną jako KOMKarta. W 2002 roku podjęto także próbę zwiększenia bezpieczeństwa w pojazdach oraz zabezpieczenia ich przed wandalami, wprowadzając stopniowo do pojazdów MPK monitoring.
24 czerwca 2008 roku Rada Miasta Poznania podjęła uchwałę, w wyniku której od 1 października 2008 roku doszło do zmian w funkcjonowaniu komunikacji na terenie miasta. MPK zostało pozbawione funkcji organizatora transportu zbiorowego i zarządcy infrastruktury torowo-sieciowej oraz przystanków, pętli i dworców autobusowych. Zadania te oraz sprzedaż i kontrolę biletów przejęła nowo utworzona jednostka budżetowa Zarząd Transportu Miejskiego. MPK jako operator wewnętrzny gminy zajmuje się natomiast wyłącznie prowadzeniem przejazdów na podstawie umowy zawartej z miastem.
16 stycznia 2010 roku MPK Poznań wycofało ostatnie wysokopodłogowe autobusy marki Ikarus 280 (podtypy .26 i .70A) z regularnego ruchu liniowego.
25 listopada 2010 roku podpisano umowę z firmą Solaris Bus & Coach na zakup 40 nowoczesnych, komfortowych niskopodłogowych i klimatyzowanych tramwajów Solaris Tramino S105P (kontrakt rozszerzony potem o kolejne 5 sztuk), w przetargu startowała także bydgoska PESA oraz firma CAF z Hiszpanii.
28 grudnia 2010 roku MPK Poznań po 130 latach opuściło zabytkową zajezdnię tramwajową przy ulicy Gajowej. O godzinie 6:47 z zajezdni wyjechał ostatni liniowy wagon, Beijnes 3G o numerze taborowym #805.
23 kwietnia 2011 roku do Poznania dotarł pierwszy Solaris Tramino S105P, który otrzymał numer #515.
4 czerwca 2011 roku oficjalnie wycofano z eksploatacji wagony Beijnes 3G.
5 września 2011 roku na poznańskim Franowie rozpoczęto budowę nowej zajezdni tramwajowej, która pomieści większość taboru tramwajowego MPK Poznań.
11 sierpnia 2012 roku otwarto trasę tramwajową na Franowo.
W czerwcu 2013 roku MPK zakończyło eksploatację jedynego egzemplarza średniopodłogowego Ikarusa 435.05D. Autobus w latach 2013–2024 był własnością warszawskiego Klubu Miłośników Komunikacji Miejskiej (KMKM), następnie w 2024 roku powrócił do Poznania.
W grudniu 2014 roku zakończono eksploatację zajezdni tramwajowej przy ulicy Madalińskiego. Obecnie stacjonuje tam historyczny tabor tramwajowy, zaś docelowo w dawnej zajezdni ma być Muzeum Komunikacji Miejskiej.
20 grudnia 2018 roku rozpoczęto eksploatację tramwajów Moderus Gamma LF02AC.
10 listopada 2019 oficjalnie wycofano z eksploatacji wagony Düwag GT8, w ruchu liniowym pozostały 3 sztuki Düwag GT8ZR kursujące w szczycie w dni robocze.
W styczniu 2025 roku do Poznania dotarł pierwszy z 24 zakupionych w grudniu 2024 roku używanych tramwajów R1.1 z Bonn, które docelowo mają zastąpić dwuwagonowe składy 105Na.

## Przedmiot działalności
Przedmiotem działalności spółki jest przede wszystkim prowadzenie publicznego transportu tramwajowego – w granicach miasta Poznania oraz transportu autobusowego – w granicach miasta Poznania oraz kilku podpoznańskich gmin. MPK prowadzi również przewóz osób koleją wąskotorową – Kolej Parkowa Maltanka. Wewnętrzną kontrolę funkcjonowania systemu komunikacyjnego oraz rolę interwencyjną w przypadku nagłych zdarzeń (wypadków, awarii technicznych) prowadzi Nadzór ruchu MPK Poznań.